# Moto-club Seynois
 (juillet 2024).
Dernière mise à jour : 22 février 2014.
Le Moto-club seynois est un club de moto-ball fondé en 1928 localisé dans le département du Var, basé à La Seyne-sur-Mer.

## Histoire
Le moto-club de La Seyne-sur-Mer est créé en 1928, à l'initiative de Louis Meunier, avec l'aide d'André Raynouard. le club était alors généraliste, avec l'organisation de loisirs en association avec les sports mécaniques, notamment des rallyes, ou gymkhanas. L'émergence du motoball dans certains clubs français, comme à Avignon, ou Troyes incite les membres à pratiquer ce sport. En 1938, le club prend la deuxième place des championnats de Provence, derrière Carpentras. C'est après la Seconde Guerre mondiale que le club prend son envol sportif, d'abord en deuxième division, avec près de 6 000 spectateurs à chaque match, puis en première division. 
Le club n'existe plus à ce jour. 

## Palmarès

### Élite 1
- Coupe de France Elite 1 : 1965